# Timea (regina di Sparta)
Timea (in greco antico: Τιμαία?, Timàia; fl. V secolo a.C.) è stata una regina spartana, moglie di Agide II ed amante di Alcibiade.

## Biografia
Sappiamo da Plutarco che Timea, la moglie del re di Sparta Agide II, aveva un relazione illegittima e segreta con Alcibiade, lo stratego e politico ateniese, a quel tempo esule a Sparta.
Da questa relazione nacque Leotichida e la regina non aveva paura di nascondere l'origine del figlio, perché di fronte alle amiche e alle ancelle lo chiamava affettuosamente "Alcibiade". Il re, sicuro che il bambino non fosse suo figlio, anche perché, calcolando l'epoca del concepimento, era sicuro di non aver dormito per alcuni mesi assieme alla moglie, non lo riconobbe, se non in punto di morte (401 a.C.). Il navarca Lisandro, però, sfruttando la sua influenza a corte, fece in modo che in ogni caso Leotichida non salisse al trono, e gli fosse invece preferito Agesilao, fratello del defunto re.